# Muay thai
Tajski boks oziroma Muay Thai kot ga imenujejo Tajci, je tradicionalna borilna veščina za samoobrambo. Razlikuje se od tradicionalnega boksa in sicer uporabljajo se lahko tudi nožni udarci, udarci s koleni kakor tudi s komolci. Posebnost tajskega boksa je tudi klinč. Muay Thai je poznan tudi kot "Art of Eight Limbs" zaradi dveh ročnih in dveh nožnih udarcev, ter dveh udarcev s kolenom in dveh s komolcem.

Tajski boks je amaterski in profesionalni šport, borilna veščina in uporabna vrlina kot samoobramba.

## Zgodovina
Muay Thai se je razvil iz Muay Burana (starodavnega boksa) kot borba ko so vojaki ostali brez orožja. Tajski boks se je sčasom razvil v šport ni bil namenjen več le za vojskovanje.  Borbe so potekale pred množico, ki jih je prišla gledat za zabavo. Kmalu je to postal del njihove kulture. Borbe so se odvijale na lokalnih festivalih in praznovanjih v templjih. Uporabljali so ga celo, da so zabavali svoje kralje. Kot šport se je uveljavil šele leta 1921, ko je na tajskem vladal kralj Rama VI. V njegovem času so si borci pričeli roke ovijati z vrvicami, ker še niso poznali modernih rokavic. S časom so pričeli uporabljati rokavice kot jih poznamo pri boksu. Borba je tako postala bolj varna z uporabo rokavic kot prej, ko so borbe potekale z golimi členki. Na tajskem so začeli graditi stadione za Muay Thai borbe. Največja izmed teh sta Lumpinee Boxing Stadium in najbolj znani Rajadamnern Boxing Stadium.
Rajadamnern je bil zgrajen leta 1945 in je še vedno eden izmed dveh največjih stadionov v Bangkoku, medtem ko je bil Lumpinee Boxing stadium zgrajen pol stoletja kasneje.  Vse bolj znane borbe so po navadi predvajane v živo preko televizije na teh dveh stadionih. 

## Tajski Boks v Sloveniji
Tajski boks je prišel v Slovenijo pred približno štirinajstimi leti z Iztokom Vorkapićem. On je bil edini Slovenec tistega časa, ki je imel mednarodno licenco za poučevanje te borilne veščine. Tako so v Sloveniji nastali prvi klubi in sicer Thai boxing klub Scorpion Novo mesto, Thai boxing klub Scorpion Krško in Thai Boxing klub KHUN KAO iz Ljubljane. Z njihovim nastankom so ustanovili tudi Slovensko zvezo tajskega boksa.